# Хексамин-никл(II)-бромид
Хексамин-никл(II)-бромид је комплексна со хемијске формуле .

## Особине
Кристалише у виду ситних, љубичастих кристала. Раствара се у разблаженом, али не и у концентрованом раствору амонијака.

## Добијање
Прво се врши растварање кристалног никл(II)-сулфата у води, а потом се додавањем раствора натријум-хидроксида таложи зелени никл(II)-хидроксид. Талог се процеди и испира водом све док се не уклони вишак хидроксида што се проверава индикатором. Талог се потом пренесе у порцеланску шољу и дода се концентрована бромоводонична киселина. Након тога се раствор процеди и стави се на водено купатило све док се не добије суви остатак. Дода му се 25%-тни амонијак и остави да се охлади на леду. Искристалисаће хексамин-никл(II)-бромид, који је потребно одвојити цеђењем, затим испрати амонијаком и осушити. Чува се у добро затвореним боцама.